# عزلة وادي سير (إب)

تعديل مصدري - تعديل

عزلة وادي سير هي إحدى عزل مديرية السياني في محافظة إب اليمنية ويبلغ تعداد سكانها 1852 نسمة حسب التعداد السكاني في اليمن لعام 2004.

## روابط خارجية
- الجهاز المركزي للإحصاء بالجمهورية اليمنية
- المركز الوطني للمعلومات باليمن
- الدليل الشامل